# NeXTSTEP
NeXTSTEP（又写作NeXTstep、NeXTStep、NEXTSTEP)是由NeXT.Inc所開發的作業系統。NeXT是已故蘋果公司CEO乔布斯在1985年離開蘋果公司後所創立的公司。
這套系統是以Mach和BSD為基礎，以Objective-C作為原生語言，具有很先進的GUI。1.0版推出時間是在1989年9月18日。剛開始NEXTSTEP只能在NeXT電腦的Motorola 68000上執行，1992年推出PC版的NEXTSTEP 486。3.1版和3.2版分別在1993年的5月及10月推出，但是終究失敗。最後版本3.3在1995年釋出，平台也已經不限於Motorola 68000家族，亦可在IBM PC x86、Sun SPARC及HP PA-RISC等平台上運行。後來蘋果電腦在1997年2月將NeXT買下，成為Mac OS X的基礎。

## 特色
- 先進的GUI。

- 類似macOS的Dock，正在運行的程式會分配到一個圖示，事實上應該說成是MacOSX延續NeXTSTEP的介面。
- 48x48的全彩icon，是當時最大最細緻的點陣圖標系統。
- Miller Columns檔案瀏覽介面，檔案以樹狀結構顯示。現在macOS的Finder就是採用此概念。

- 採用物件導向程式設計。

## 版本
| 版本          | 發佈時間       | 備註                                               |
| ------------- | -------------- | -------------------------------------------------- |
| 0.8           | 1988年10月12日 |                                                    |
| 0.8a          | 1988年         |                                                    |
| 0.9           | 1988年         | 第一個正式發佈版本，只支援NeXT硬體。               |
| 1.0           | 1989年         |                                                    |
| 1.0a          | 1989年         |                                                    |
| 2.0           | 1990年9月18日  |                                                    |
| 2.1           | 1991年3月25日  |                                                    |
| 2.1a          |                |                                                    |
| 2.2           |                |                                                    |
| 3.0           | 1992年9月8日   |                                                    |
| 3.1           | 1993年5月25日  | 開始支援 i486、PA-RISC和SPARC 架構。               |
| 3.2           | 1993年10月     |                                                    |
| 3.3           | 1995年2月      | 以NeXTSTEP名義發行的最後一版，也是最受歡迎的版本。 |
| 4.0（測試版） | 1996年         | 測試版限制只有開發者得以取得。                     |

到3.3版後，NeXT公司即被蘋果電腦買下。

## 應用
- 世界上第一台WWW Server是蒂姆·伯納斯-李在一台NeXTCube上架出來的。第一個網路瀏覽器（就直接叫做WorldWideWeb）也是以NeXTSTEP為作業系統所開發的。
- 優異的多媒體支援，但當時也只有少數的醫院買的起NeXT電腦來存放X光等資料。

## 其他
有一個X11的視窗管理程式Window Maker就是在模仿NeXTSTEP介面。